# 法蘭克·莫雷
法蘭克·莫雷（Frank Morley）（1860年9月9日—1937年10月17日），英國幾何學家，亦有代數方面的貢獻，後遷到美國並逝於馬利蘭州。最重要的成就為莫雷角三分線定理。
1919年至1920年，他是美國數學學會主席，1900年至1921年是《美國數學雜誌》編輯。
莫雷喜歡設計數學謎題，曾出題要求證明：在邊長為n格的正方形棋盤，正方形數目是首n個平方數之和；矩形數目是首n個正立方數之和。
莫雷是很強的棋手，曾擊敗國際象棋世界冠軍以馬內利·拉斯卡。他的兒子們亦十分出色：長子克里斯托佛是小說家；次子菲力得到普立茲獎；幼子（1899年-1985年）與他同名，曾協助這位數學家父親的工作近20年。

## 著作
- A treatise on the theory of functions （與Harkness合寫，1893年），1898年更名為Introduction to the theory of analytic functions
- Inversive geometry（與幼子合寫，1933年）